# 韋利克 (索卡爾區)
50°24′18″N 24°15′58″E / 50.40500°N 24.26611°E
韋利克（烏克蘭語：Велике），是烏克蘭西部的村莊，隸屬利維夫州的舍普季茨基區。該村面積0.23平方公里，海拔高度197米，人口274，人口密度每平方公里1,191.3人。